# Kellerei

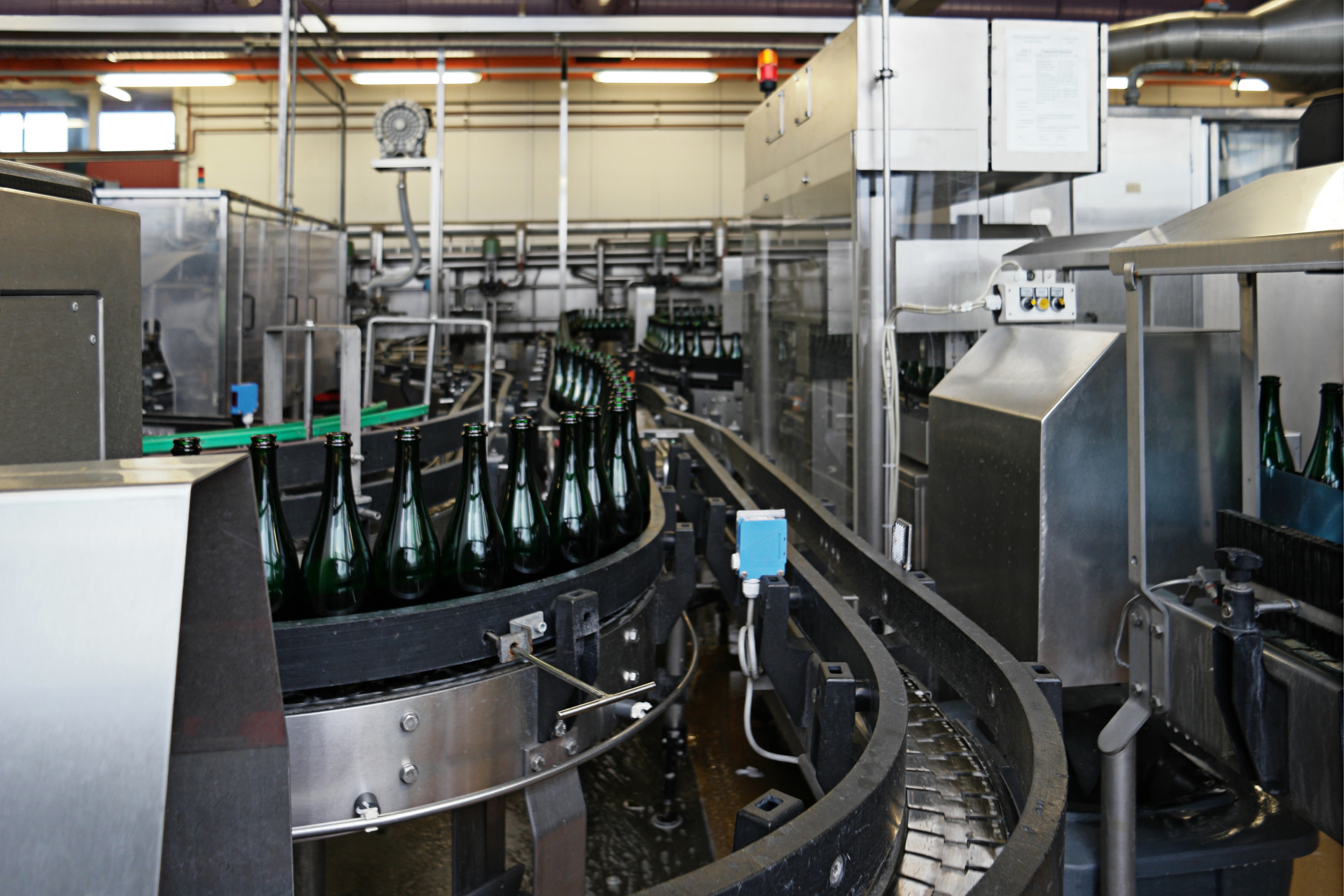
Produktionseinrichtungen in der Rimuss- und Weinkellerei Rahm in Hallau, Schweiz

Als Kellerei bezeichnet man einen Betrieb zur Herstellung, Lagerung, Abfüllung und zum Verkauf von alkoholischen Getränken, vor allem von Wein und Schaumwein, wie Sekt.
Nach Art der verarbeiteten Getränke unterscheidet man Weinkellereien und Sektkellereien. Manche Kellereien bieten als „Wein- und Sektkellerei“ auch beide Getränkearten an.

## Unterschiedliche Bezeichnungen
Andere Bezeichnungen machen die Betriebsgröße oder die Eigentumsverhältnisse deutlich, wie:
- Amtskellerei
- Großkellerei
- (Staatliche) Weinbaudomäne
- Genossenschaftskellerei
  - Weingärtnergenossenschaft
  - Winzergenossenschaft
- Hofkellerei
- Privatkellerei
- Schlosskellerei
- Klosterkellerei

Private Kellereien betreiben zur Selbstvermarktung ihrer Produkte häufig nebenher eine Besenwirtschaft, Straußwirtschaft, einen Heurigen oder eine Weinstube, mittlerweile auch einen Online-Shop. Der Vermarktung dienen außerdem spontane und organisierte Wein- oder Sektproben, oft in Verbindung mit einer Kellereibesichtigung, außerdem meist unter freiem Himmel abgehaltene Kellerei- und Hoffeste mit Verkauf eigener Produkte. Kellereien lassen sich inzwischen zunehmend zertifizieren, um den Wünschen anspruchsvoller Kunden entgegenzukommen.
Obwohl der Wein und die daraus hergestellten Getränke im Grundsatz Naturprodukte sind, entscheidet die Art der Behandlung in den Kellereien maßgeblich über die Qualität des Endproduktes. Je nach Art der Gärung und Lagerung in Holz-, Metall- oder Kunststofffässern, Tanks oder Flaschen, dem Verschnitt unterschiedlicher Grundweine und einer Schönung zur Klärung und biochemischen Stabilisierung entstehen nach der Kellereibehandlung die unterschiedlichsten Erzeugnisse, vom billigen Konsumwein oder -sekt bis hin zum hochwertigen, teuren und prämierten Qualitätsprodukt.